# 滿州 (大字)
滿州，原稱為蚊蟀，是台灣屏東縣滿州鄉的一個傳統地域名稱，也是全鄉行政中心所在地，位於該鄉中部略偏西南。相較於今日行政區，其範圍大致包括滿州村東南半葉及西北半葉的老佛溪左岸地區、林村中西部（港口溪至老佛溪之間）。
本地區境內主要聚落為蚊蟀（滿州），設有滿州國中、滿州國小。

## 歷史
台灣日治初期，滿州地區為一街庄，稱為「蚊蟀庄」（舊制街庄），隸屬於永靖里。該庄昔日北與九個厝庄為鄰，東邊北至中段與響林庄為鄰，東邊南段及東南邊為豬朥束庄，西邊為射麻裡庄。
1901年（日治明治三十四年）11月11日，全台廢縣廳改設二十廳，該庄隸屬於恆春廳。1904年（明治三十七年）5月1日，該庄編入「蚊蟀區」，隸屬於恆春廳。1909年（明治四十二年）10月25日，全台合併二十廳為十二廳，蚊蟀區改隸屬於阿緱廳。1920年（大正九年）10月1日，全台地方制度大改正，廢十二廳改設五州二廳，該庄改制並改名為「滿州」大字，隸屬於高雄州恆春郡滿州庄（新制街庄）。
戰後滿州庄改制為滿州鄉，隸屬於高雄縣，大字亦改制為村。1950年（民國39年）10月1日，高、屏分治，滿州鄉改隸屬於屏東縣。
相較於今日行政區，本地區的範圍大致包括滿州村東南半葉及西北半葉的老佛溪左岸地區、林村中西部（港口溪至老佛溪之間）。

## 聚落
本地區發展較早的聚落為蚊蟀（滿州），在日治期初期的官方地圖上已有記載。

## 交通
縣道200號是恆春至港仔的道路，經過本地區南部的蚊蟀（滿州）聚落及本地區東北部邊界地帶。由該道路西行可前往恆春鎮，並止於網紗地區的省道台26線路口；東行（大方向，當地先向北行）可前往九棚地區，並止於港仔聚落旁的省道台26線港仔至旭海路段起點路口。
鄉道屏168線是老佛至滿州的道路，其西側端點（起點）位於本地區西部中央地帶的老佛聚落，東側端點（終點）位於本地區東部邊界地帶略偏南側、滿州聚落北郊的縣道200號路口。
鄉道屏169線是滿州至里德的道路，其西側端點（起點）位於本地區南部、滿州聚落的縣道200號路口。

## 學校
- 滿州國中
- 滿州國小

## 公務機關
- 滿州鄉公所
- 屏東縣恆春戶政事務所滿州辦公室
- 屏東縣政府警察局恆春分局滿州分駐所
- 屏東縣政府消防局第四大隊滿州分隊